# 잭 스튜어트
잭 스튜어트(Jack Stewart, 1913년 3월 22일 ~ 1966년 1월 2일)는 영국의 배우, 텔레비전 배우이다.
라크홀에서 태어났다.

## 영화
- 해피 컨트리 (2008년)
- 토마시나의 세가지 삶 (1964년)
- 톰 존스의 화려한 모험 (1963년)
- 키드내피드 (1960년)
- 더 고벌즈 스토리 (1950년)
- 모닝 디파처 (1950년)
- 딕 트레이시 (1937년)